# Hong Kong Film Award for Lifetime Achievement

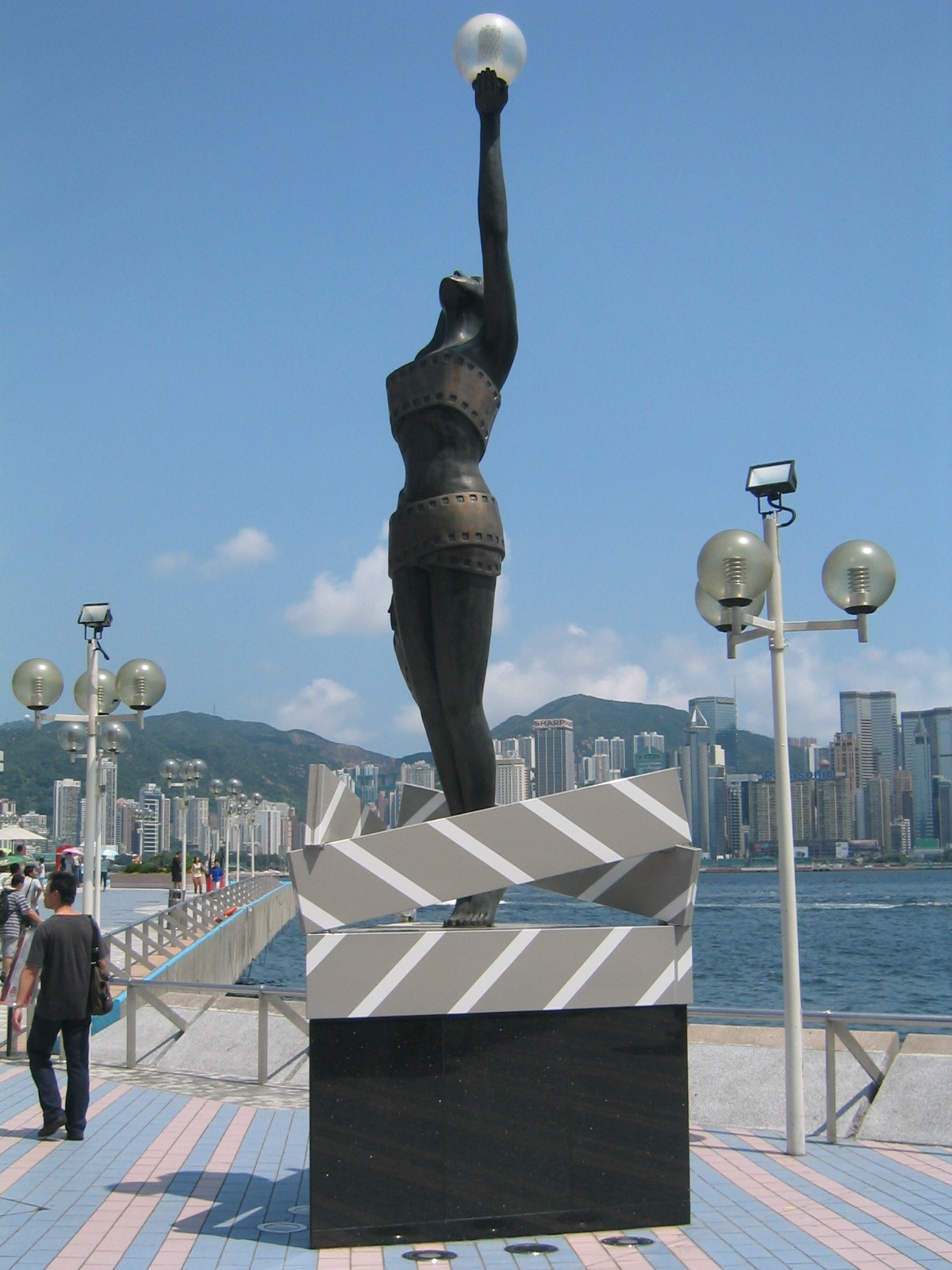
La statue des Hong Kong Film Awards

Le Hong Kong Film Award for Lifetime Achievement est une récompense cinématographique remise à ceux qui ont contribué grandement au développement du Cinéma hongkongais.

## Liste des lauréats

### Années 1980
- 1983 : Run Run Shaw (producteur)

### Années 1990
- 1995 : Wong Man-lei (actrice)
- 1999 : Leonard Ho (producteur)

### Années 2000
- 2001 : Bak Sheut-sin (chanteuse d'opéra cantonais)
- 2002 : Chang Cheh (réalisateur)
- 2008 : Raymond Chow (producteur)
- 2009 : Josephine Siao (actrice)

### Années 2010
- 2010 : Liu Chia-liang (réalisateur)
- 2011 : Terry Lai Siu-ping
- 2012 : Ni Kuang (scénariste)
- 2013 : Ng See-yuen (réalisateur)
- 2014 : Cheung Sing-yim (réalisateur)
- 2016 : Li Li-hua (actrice)
- 2017 : Yim Fun Fongg (actrice)
- 2018 : Chu Yuan (réalisateur)
- 2019 : Patrick Tse (acteur)

### Années 2020
- 2022 : Michael Hui (acteur, réalisateur)
- 2023 : Bowie Wu (acteur)
- 2024 : Sammo Hung (acteur, réalisateur)